# Teorie (přírodní věda)

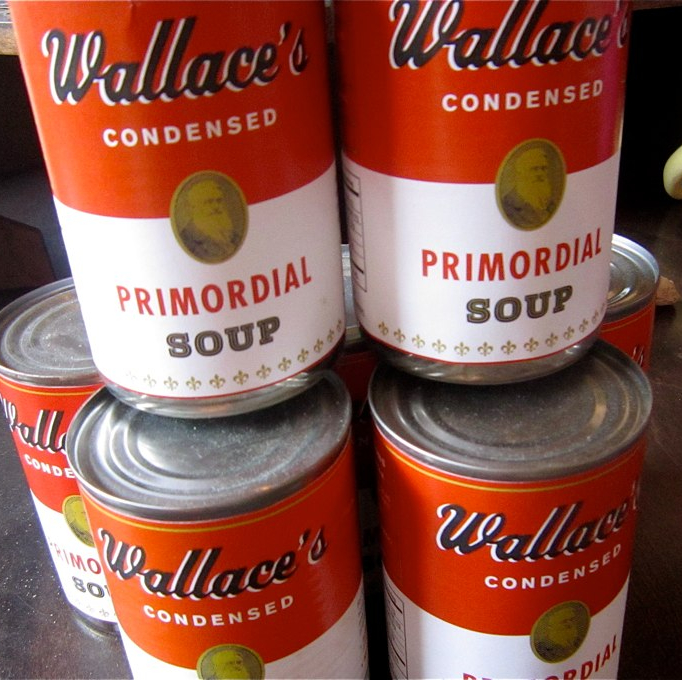
jednou z teorií vysvětlující vznik života na naší planetě je teorie prebiotické polévky, na obrázku její humoristická parafráze

Teorie v oblasti přírodní vědy (přírodovědná teorie; někdy se pod vlivem angličtiny mluví jen o vědecké teorii, ovšem v češtině věda zahrnuje např. i matematiku nebo literární vědu, které mají na teorie poněkud odlišné požadavky) je vysvětlení jistého aspektu fyzického světa a jeho fungování vycházející z (předpokládaných) vlastností fyzického světa samotného. Přírodovědná teorie tedy neodkazuje na zásahy mimosvětských činitelů (bohů a podobně) a předpokládá jistou zákonitost, pravidelnost či příčinnost. Jak se během dějin rozvíjela vědecká metoda práce, postupně se prosadily další požadavky, které přijatelná přírodovědná teorie musí vykazovat. Jsou to zejména tyto: 1. teorie musí být založena na empirii (pozorování, měření a experimenty), jak od raného novověku postupovali empiristé, přičemž při získávání empirických dat je navíc potřeba postupovat systematicky, metodicky a čestně (vědecká etika); 2. teorie má být logicky nerozporná, testovatelná a - jak zdůraznil Karl Popper - principiálně vyvratitelná (jinak by šlo o uvažování kruhem, které nemá vysvětlující hodnotu). Přírodovědné teorie tak mohou být a jsou vědeckou komunitou prověřovány a ty z nich, které získají široké přijetí mezi odborníky příslušné oblasti, shrnují vědecké poznání dané doby.
Příbuznými pojmy jsou vědecký fakt a vědecký zákon. Fakt je jednoduché, základní pozorování, například konstatování, že jablko dopadlo ze stromu na Newtonovu hlavu. Teorie tento fakt vysvětluje jako zvláštní případ obecnějšího vztahu, tedy toho, že se hmotná tělesa přitahují. A vědecký zákon, jako třeba Newtonův gravitační zákon, tuto teorii formuluje přesně, zpravidla matematicky; hranice mezi vědeckou teorií a vědeckým zákonem je tedy spíše terminologická, zatímco mezi faktem a teorií je podstatný rozdíl: Stephen Jay Gould napsal, že „... fakta a teorie jsou různé věci, nikoli příčky v hierarchii rostoucí jistoty. Fakta jsou data o světě. Teorie jsou struktury myšlenek, které vysvětlují a interpretují fakta.“
Vědecké teorie se časem vyvíjejí - mohou být měněny, obohacovány, vyvraceny a opouštěny. V určitých případech může být překonaná vědecká teorie kvůli své jednoduchosti stále užitečná jako aproximace za konkrétních podmínek. Příkladem jsou Newtonovy pohybové zákony, které jsou při malých rychlostech velmi přesnou aproximací speciální teorie relativity. Obměna vědeckých teorií ovšem neprobíhá hladce a průběžně, ale je spíše spojena s celkovou změnou vědeckého paradigmatu během generační obměny vědců, jak upozornil Thomas Kuhn v knize Struktura vědeckých revolucí.